# William Denton
William Bill Thomas Denton (født 1. februar 1911 i Collinsville i Texas, død 8. marts 1946 i Washington D.C) var en amerikansk gymnast som deltog i de olympiske lege i 1932 i Los Angeles.
Herrmann vandt en sølvmedalje i gymnastik under OL 1932 i Los Angeles. Han kom på en tredjeplads i konkurrencen i ringe efter sin landsmand George Gulack og Giovanni Lattuada fra Italien. 